# Dorski slog
Dorski slog, tudi dorski red, je eden od petih slogov gradnje v antični arhitekturi. Drugi štirje so jonski, korintski, toskanski in kompozitni. 
Za dorski slog so značilni kapitel, ki je vedno sestavljen samo iz dveh elementov, ehina in abaka, triglifi na frizu ter mutuli in kaplje (gute) na spodnji strani krone venca. Dorski slog so uporabljali v grški in rimski arhitekturi, pri čemer grški stebri vedno stojijo na stilobatu, medtem ko imajo rimski včasih tudi bazo. 
Dorski slog se po svojih značilnostih obravnava kot začetna stopnja razvoja kamnitih zgradb, ker še vedno vsebuje nekaj elementov, značilnih za predhodno leseno sakralno arhitekturo.

## Konstrukcijske značilnosti
Dorski tempelj je vzdolžna zgradba z dvema (pozneje tudi več) prostoroma in zunanjim pravokotnim obodom iz stebrov; na podnožju stopničastega stilobata se dvigajo stebri, ki so močni in mogočni, vitkejši pri vrhu kakor pri vznožju, sestavljeni iz valjastih tamburov z žlebovi (kanelura), ter geometričnim in plastičnim kapitelom, sestavljenim iz ehina (napihnjena, krivuljasta blazinica) in abaka (kvadratasta stisnjena ploščica, na kateri počiva preklada); stebri nosijo horizontalno preklado (arhitrav), nad arhitravom sta friz, sestavljen iz triglifov (kamnita plošča z vžlebljenimi kanelurami), in metop (reliefno obdelane plošče); nad frizom je venec (gejzon), ki na pročelju templja uokvirja trikotno čelo strehe timpanon. Timpanon je popolnoma izpolnjen z živo obarvanimi skulpturami, ki so naravnih oblik in velikosti v položaju, ki ustreza poševnini trikotnega čela.
Celoten tempelj je narejen iz kamnitih blokov, ki se prilegajo eden drugemu brez veziva; bloki so zvezani s kovinskimi spojkami, kadar je treba. Streha je dvokapna in pokrita s strešniki, leseni nosilci so bili istočasno stropniki.
Najbolj znani dorski templji so:
- Tezejon v Atenah
- Pozejdonov in Demetrin tempelj v Pastumu
- Partenon na Atenski akropoli
- Zevsov tempelj v Olimpiji

Stebri dorskega reda so bili pogosto dekorativni in konstrukcijski element mnogih rimskih zgradb, čeprav pogosto reinterpretirani v rimskem duhu (npr. dorski polstebri rimskega Koloseja). Podobni se pojavljajo tudi v renesančnih zgradbah (npr. Palača Rucellai) in posebej v neoklasicizmu (npr. Brandenburška vrata) in historicizmu.